# George Peppard

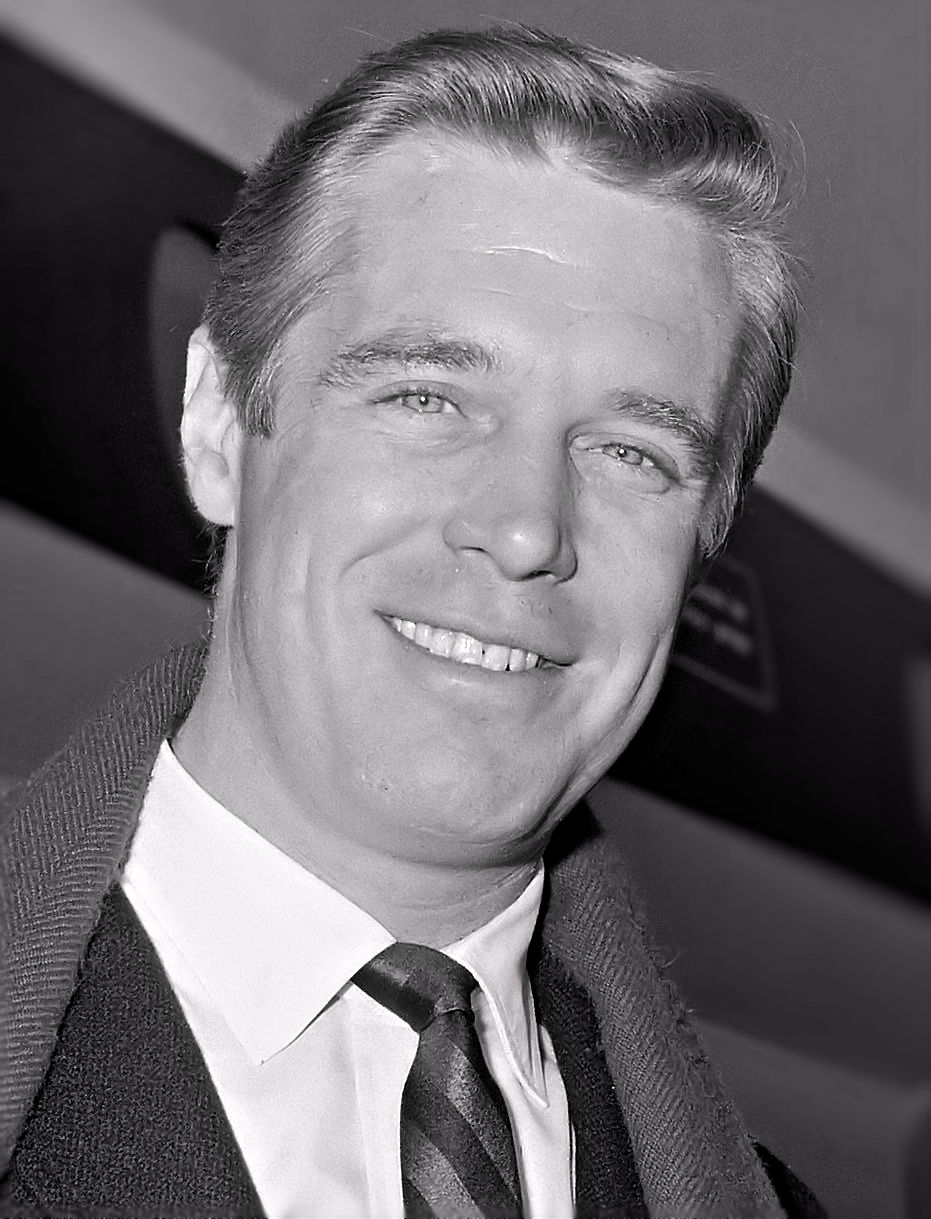
George Peppard (1964)

George Peppard (* 1. Oktober 1928 in Detroit, Michigan; † 8. Mai 1994 in Los Angeles, Kalifornien) war ein US-amerikanischer Schauspieler. Bekannt wurde er vor allem als Colonel John „Hannibal“ Smith aus der 1980er-Jahre-Kultserie Das A-Team, in der er die Hauptrolle ausfüllte. Sein größter Filmerfolg war die männliche Hauptrolle neben Audrey Hepburn in Frühstück bei Tiffany.

## Leben
Von 1946 bis 1948 war Peppard beim United States Marine Corps, das er als Sergeant verließ. Von 1948 bis 1949 studierte er Bauingenieurwesen an der Purdue University. Er engagierte sich bei den Purdue Playmakers, einer Theatergruppe und wurde Mitglied der Verbindung Beta Theta Pi, die zur Miami Triade gehört. Seine Studien schloss er 1955 am Carnegie Institute of Technology in Pittsburgh mit einem Bachelor ab. Theater spielte er am Pittsburgh Playhouse.
Da seine Mutter Vernelle Rohrer Opernsängerin war, versuchte er sich auch in dieser Branche. Er fing beim Radio an und besuchte eine Schauspielschule in New York. Als 1951 sein Vater starb, bekam er erstmals Alkoholprobleme.
Nachhaltigen Ruhm erwarb sich Peppard, der sonst zumeist in eher zweitklassigen Filmen mitwirkte, durch seine männliche Hauptrolle als Schriftsteller Paul Varjak in Frühstück bei Tiffany. Erneut bekannt wurde er dann in den 1980er Jahren in seiner Rolle als Colonel „John ‚Hannibal‘ Smith“ in der Fernsehserie Das A-Team. Peppard wurde 1980 als Darsteller des „Blake Carrington“ für die Serie Der Denver-Clan engagiert. Nachdem der Pilotfilm zur Serie mit ihm produziert worden war, zerstritt er sich aber mit den Produzenten und wurde entlassen.
George Peppard war fünfmal verheiratet und hatte drei Kinder. Seine Ehefrauen waren: Helen Davies (ein Sohn, eine Tochter), Elizabeth Ashley (ein Sohn), Sherry Boucher-Lytle, Alexis Adams und Laura Taylor.
Peppard war ein starker Raucher. 1992 wurde bei ihm Lungenkrebs diagnostiziert und ein Teil der Lunge entfernt. Am 8. Mai 1994 starb er im Alter von 65 Jahren infolge einer Lungenentzündung.

## Filmografie (Auswahl)
- 1956: Stirb wie ein Mann (The Strange One)
- 1958: Suspicion (Fernsehserie, 1 Folge)
- 1959: Mit Blut geschrieben (Pork Chop Hill)
- 1960: Das Erbe des Blutes (Home from the Hill)
- 1960: Startime (Fernsehserie, Folge Zwischenfall an der Ecke)
- 1960: Die Kellerratten (The Subterraneans)
- 1961: Frühstück bei Tiffany (Breakfast at Tiffany’s)
- 1962: Das war der Wilde Westen (How the West Was Won)
- 1963: Die Sieger (The Victors)
- 1964: Die Unersättlichen (The Carpetbaggers)
- 1965: Geheimaktion Crossbow (Operation Crossbow)
- 1965: Der dritte Tag (The Third Day)
- 1966: Der Blaue Max (The Blue Max)
- 1967: Tobruk
- 1967: Als Jim Dolan kam (Rough Night in Jericho)
- 1968: Der Gnadenlose (P.J.)
- 1968: Hochzeitsnacht vor Zeugen (What’s so Bad About Feeling Good?)
- 1968: Jedes Kartenhaus zerbricht (House of Cards)
- 1969: Nacht ohne Zeugen (Pendulum)
- 1969: Kanonen für Cordoba (Cannon for Cordoba)
- 1970: Der Vollstrecker (The Executioner)
- 1971: Heißes Gold aus Calador (One More Train to Rob)
- 1972: Der Agent, der seinen Leichnam sah (The Groundstar Conspiracy)
- 1972–1974: Banacek (Fernsehserie)
- 1974: Auf eigene Gefahr (Newman’s Law)
- 1975–1976: Doctors’ Hospital (Fernsehserie)
- 1977: Straße der Verdammnis (Damnation Alley)
- 1978: Fünf Tage bis nach Hause (Five Days From Home) (auch Regie)
- 1979: Von der Liebe zerrissen (Torn Between Two Lovers)
- 1979: Tales of the Unexpected (Fernsehserie)
- 1979: Nur drei kamen durch (Contro 4 bandiere)
- 1979: Gefahr über den Wolken (Crisis in Mid-Air)
- 1980: CHiPs (Fernsehserie, Folge Unter dem Felsen)
- 1980: Sador – Herrscher im Weltraum (Battle Beyond the Stars)
- 1981: Ein Teufelskerl (Race for the Yankee Zephyr)
- 1982: Target – Gewalt gegen Gewalt (Jugando con la muerte)
- 1983–1987: Das A-Team (The A-Team, Fernsehserie)
- 1988: Troubleshoot (Man Against the Mob)
- 1989: Das Geheimnis von Pier Sechs (Man Against the Mob: The Chinatown Murders)
- 1989: Zwei Frauen
- 1992: Die Tigerin (The Tigress)
- 1994: Matlock (Fernsehserie, 1 Folge: S8, F19)

## Theater
- 1951/1952: Two seasons, Oregon Shakespeare Theatre
- Girls of Summer
- Pleasure of his Company
- The Crucible
- 1979: Terrible Jim Fitch
- 1982: The Sound of Music
- 1989: Papa
- 1990: Love Letters

## Auszeichnungen
- 1960: NBR (National Board Of Review) Award für Das Erbe des Blutes als bester Nebendarsteller.
- 1961: Nominiert für BAFTA (British Academy Award) film Award für Das Erbe des Blutes.
- 1961: Award als „promising newcomer to leading film roles“.

Auf dem Hollywood Walk of Fame in Los Angeles besitzt George Peppard in der Kategorie „Actor“ (Schauspieler) einen Stern, die genaue Adresse lautet: Peppard, George MP 6675 Hollywood Blvd.